# Ernst Jäschke
Ernst Jäschke (* 12. Juli 1911 in Schmiedeberg i. Riesengebirge, Provinz Schlesien; † 11. Mai 2006 in Hersbruck, Mittelfranken) war ein evangelisch-lutherischer Theologe, Autor, Missionar der Leipziger Mission in Deutsch-Ostafrika, Tanganjika (heute Tansania) und Papua-Neuguinea sowie wissenschaftlicher Erforscher der Chagga-Kultur.

## Werdegang
Ernst Jäschke wurde als viertes Kind eines Postbeamten geboren und absolvierte nach der Schule eine Lehre in einer örtlichen Eisenwarenhandlung. 1928 begann er in Leipzig sein Studium der Evangelischen Theologie, das er 1934 abschloss. Er besuchte von 1928 bis 1932 das Missionsseminar in Leipzig. Am 20. Mai 1934 wurde er in Beidendorf bei Wismar ordiniert.
Am 27. Januar 1936 reiste er nach Tanganjika aus. 1938 begann er mit der Erforschung der dortigen Dschagga-Sprache, seine Ergebnisse zeichnete er auf. Diese zunächst verlorengegangenen Aufzeichnungen wurden von Karl-Heinz Pässler (1912–1974) wiederentdeckte und die auf 289 Manuskript-Seiten übertragene Wörtersammlung bildete eine Grundlage für das viersprachige Wörterbuch Deutsch – Englisch – Kiswahili – Kichagga.
Am 11. Juli 1939 heiratete er die Missionärin (= Missionsärztin) Elisabeth Mergner in Madschame (heute Machame). Acht Wochen später – nach Beginn des Zweiten Weltkriegs – wurde das Ehepaar interniert und im Winter 1940 über Italien nach Deutschland deportiert. 
Im März 1941 legte er sein Zweites theologisches Examen in Breslau ab. Dort wurde er zum Kriegsdienst einberufen. 1942 wurde der Sohn Christoph Jäschke geboren, 1943 die Tochter Dorothea Jäschke, die später als Missionslehrerin in Papua-Neuguinea tätig war.
Ab 1945 war Jäschke Pfarrer in Fürth und in Nürnberg. 1946 bekam das Ehepaar den Sohn Martin Jäschke, 1949 den Sohn Traugott Jäschke.
Nach zehn Jahren Pfarrdienst reiste Jäschke mit seiner Frau 1955 als einer der ersten Leipziger Missionare nach Papua-Neuguinea aus, er wurde am 6. März 1955 in Nürnbergs St. Peterskirche von Carl Ihmels abgeordnet. Am 18. März 1955 begann für Familie Jäschke in Hamburg die Schiffsreise mit dem Frachtschiff Ludwigshafen, am 15. Juni 1955 kam sie in Heldsbach in Neuguinea an.
In Kotna in der Western Highlands Province bauten sie eine Missionsstation auf. Er setzte sich dafür ein, dass die Landessprache Pidgin allgemeine Unterrichtssprache wurde.
Von 1962 bis 1970 arbeitete er als Exekutiv-Sekretär der Evangelisch-Lutherischen Mission zu Leipzig in Erlangen, 1966 wurde er zum Kirchenrat ernannt. 1970 gingen die Eheleute Jäschke bis 1978 erneut nach Papua-Neuguinea. Ihren Ruhestand verlebten sie in Erlangen.
Am 11. Mai 2006 verstarb Jäschke in Hersbruck, Elisabeth Jäschke im Alter von 101 Jahren im Jahr 2011.

## Ehrungen
- 1993 zeichnete Bundespräsident Richard von Weizsäcker Ernst Jäschke mit dem Bundesverdienstkreuz aus.
- 1996 verlieh die Theologische Fakultät der Universität Leipzig Ernst Jäschke die Ehrendoktorwürde für das viersprachige Wörterbuch Deutsch – Englisch – Kiswahili – Kichagga.
- Das Leipziger Missionswerk unterhält in seinem Haus in Leipzig ein Gästezentrum – es trägt zur Erinnerung an Ernst Jäschke dessen Namen.[9] Dessen Leben und Werk werden im Gästezentrum mit einer Dauerausstellung gewürdigt.[10][11]

## Veröffentlichungen
als Autor
- Unterwegs. Berufen – gesandt – getragen. Ein Missionarsleben im XX. Jahrhundert. Neuendettelsau 2005[12], ISBN 978-3-87214-518-5
- Wörterbuch Moshi (Chagga) – Deutsch, Manuskript Old Moshi 1939, tonologisch bearbeitet, revidiert und erweitert von Jürgen Christoph Winter im Januar 1988[13]
- Was in hundert Jahren wuchs – Missionsjubiläum am Kilimanjaro. Broschüre < A5, 24 Seiten, Erlangen 1994
- Bruno Gutmann: his life – his thoughts – and his work, an early attempt at a theology in an African context. Erlangen 1985,  ISBN 978-3-87214-203-0
- Gemeindeaufbau in Afrika – Die Bedeutung Bruno Gutmanns für das afrikanische Christentum. Stuttgart 1981, ISBN 978-3-7668-0691-8
- Durchs Waria-Tal. Wege, Wildnis, Gottes Wort im Wariatal (Neuguinea). 15 Seiten, Erlangen 1956
- Neuguinea – Land der Blutrache. Leipziger Missionare reisen nach Neuguinea. 8 Seiten, Erlangen 1955

als Ko-Autor
- Zwischen Sansibar und Serengeti – Lutherische Kirche in Tansania. Hrsg. Ernst Jäschke, 303 Seiten, Erlangen 1968

als Herausgeber
- Paul Fleisch: Lutheran beginnings around Mt. Kilimanjaro – the first 40 years. Edited by Ernst Jaeschke, translated by Martin Jaeschke. Werk: Hundert Jahre lutherischer Mission  (engl.), 208 Seiten, Erlangen 1998, ISBN 978-3-87214-291-7[14]